# Gallerttränenverwandte
Die Gallerttränenverwandten (Dacrymycetaceae) sind die einzige Familie der Ordnung der Gallerttränenartigen (Dacrymycetales) und diese die einzige der Klasse Dacrymycetes. Zu ihnen gehören Pilze mit überwiegend auffallend gefärbten, gallertartigen Fruchtkörpern. Zu den bekanntesten Vertretern zählen die Gallerttränen und Hörnlinge.

## Merkmale

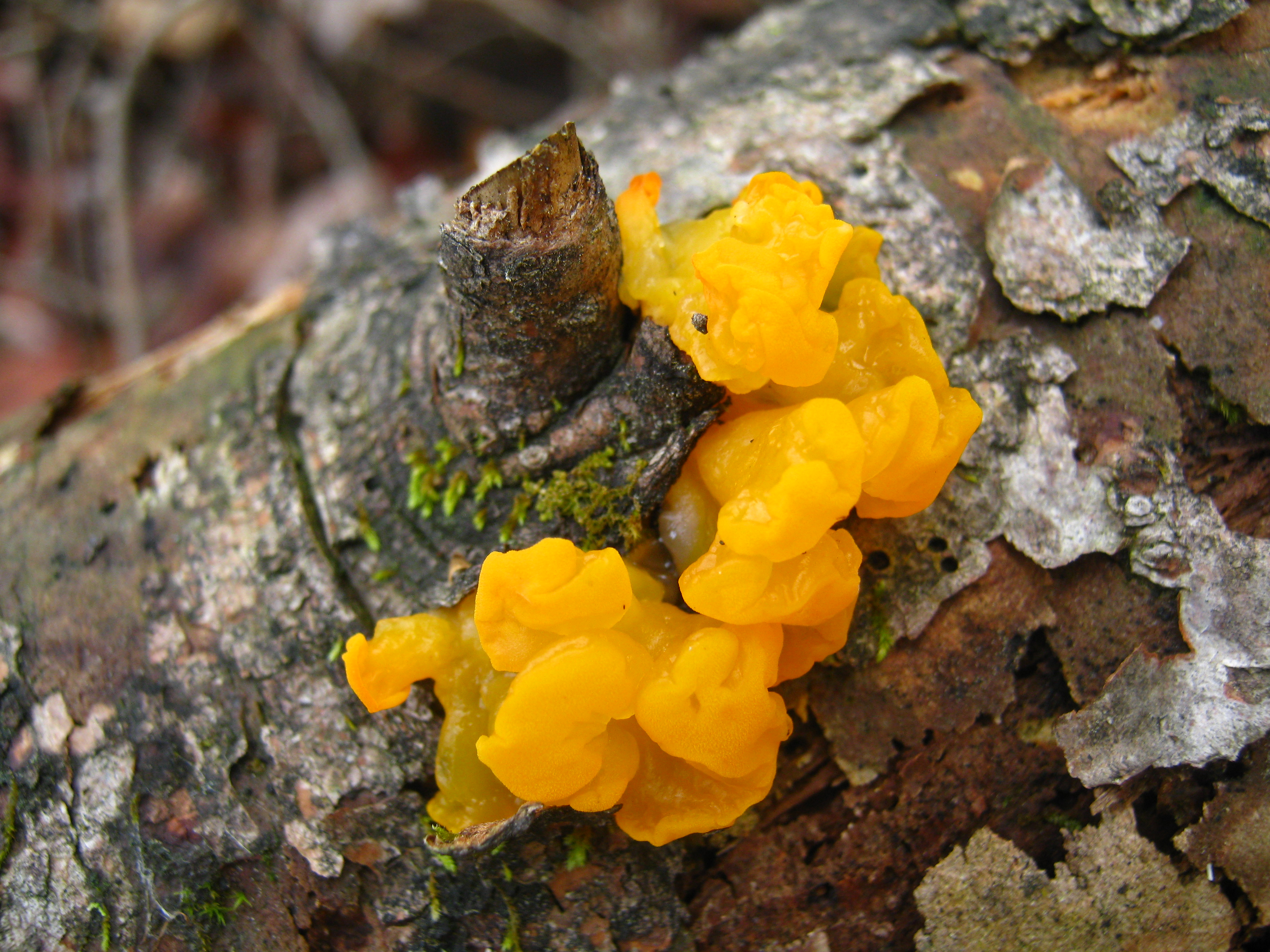
Die Riesen-Gallertträne (Dacrymyces palmatus) kann in Größe und Form dem Goldgelben Zitterling ähneln.

Die Fruchtkörper der Tränenpilze sind weich, gelatinös-biegsam und vielgestaltig. Das Formenspektrum reicht von einfachen Knubbeln über gestielt-becherförmige und spatelförmige bis hin zu korallenartigen Gebilden. Sie haben oft durch Carotinoide leuchtend gelbe bis orange Farben, können aber auch blasser gefärbt oder farblos sein. Mikroskopisch sind sie durch Y-förmige Basidien und bei Reife oft septierte Sporen gekennzeichnet. Etliche Arten bilden an den Basidiosporen Sekundärsporen.

## Systematik
Die Familie umfasst weltweit ein knappes Dutzend Gattungen.
- Gattung Arrhytidia
- Gattung Hörnlinge – Calocera
- Gattung Cerinomyces
- Gattung Cerinosterus
- Gattung Gallerttränen – Dacrymyces
- Gattung Dacryonaema
- Gattung Dacryopinax
- Gattung Dacryoscyphus
- Gattung Ditiola
- Gattung Femsjonia
  - Art Gelbweißer Gallertbecher (Femsjonia peziziformis)
- Gattung Guepiniopsis
- Gattung Heterotextus